# Salvatore Ganacci
Emir Kobilić (RS de Bosnia y Herzegovina; 29 de julio de 1986), conocido por su nombre artístico Salvatore Ganacci, es un DJ, remezclador y productor discográfico bosnio radicado en Suecia. Se volvió viral por sus actuaciones en Tomorrowland de 2018 y 2019, así como su canción «Horse».

## Vida personal
Emir Kobilić nació en Sarajevo, SFR Yugoslavia, y se mudó a Estocolmo, Suecia. Le dijo a un entrevistador que su nombre artístico deriva de que sus amigos de la infancia lo apodaban «Salvatore Ganacci» mientras jugaba al fútbol, ya que su «estilo de juego era muy italiano».

## Carrera
En 2010, Kobilic comenzó a estudiar en Musikmakarna en Örnsköldsvik, Suecia, más tarde comenzó a trabajar como productor musical. En 2013, Ganacci, usando el pseudónimo «Youthman», lanzó junto con Sanjin su primera canción, llamada «Zlatan», inspirada por el futbolista sueco Zlatan Ibrahimović.
En 2014, Ganacci  lanzó su primera colaboración con Sanjin y Jillionaire de Major Lazer usando su nombre artístico actual. Este sencillo, llamado «Fresh», fue publicado por Universal Music Group y se convirtió en un éxito instantáneo en los clubs. 
En 2015, Ganacci firmó un contrato discográfico con el sello discográfico Refune Music de Sebastian Ingrosso. Ese mismo año lanzó el tema «Money in my mattress» con Trinidad James como vocalista, acompañado de un video musical, que el canal de televisión musical MTV News lo mencionó como «la cosa más rara que verás en todo el día».
En 2017, Ganacci actuó en el festival Tomorrowland en Bélgica; en 2018 se presentó en Ultra Music Festival y en el escenario principal del festival Tomorrowland, donde recibió atención debido a forma de bailar y comportamiento cómico. Las revistas Billboard, Mixmag y NME le dieron reseñas positivas a su presentación y partes de ella se hicieron virales en internet. Ganacci, volvió a presentarse en el escenario principal de Tomorrowland Festival en 2019, comenzando su presentación con él, entre el público, abucheándose a sí mismo; ese mismo año también se presentó en el festival Electric Daisy Carnival y en el autódromo Las Vegas Motor Speedway.
El 3 de abril de 2025, Ganacci fue anunciado como un personaje jugable en Fatal Fury: City of the Wolves.

## Discografía

### Extended Plays (EP)
2020:
- Salvatore Ganacci - Boycycle EP (OWSLA)

2019:
- Salvatore Ganacci - Horse (Remixes) (Zatara Recordings / OWSLA)

2017:
- Salvatore Ganacci - Talk (Remixes) (Zatara Recordings / Refune Music Rights)

2016:
- Salvatore Ganacci (feat. Enya, Alex Aris) - Dive (Remixes) (Zatara Recordings / Refune Music Rights / Warner Music)

2013:
- Garmiani & Salvatore Ganacci - The City is Mine (Remixes) (Magik Muzik)

### Sencillos
2019:
- Party Favor feat. Salvatore Ganacci - Wasabi (Area 25)
- Salvatore Ganacci - Horse (Zatara Recordings / OWSLA)
- Salvatore Ganacci & Megatone - Cake (Zatara Recordings / Big Beat Records)

2018:
- Tujamo & Salvatore Ganacci feat. Richie Loops - Jook It (Spinnin' Records)
- Salvatore Ganacci feat. Nailah Blackman - Kill a Soundboy (Zatara Recordings)
- Salvatore Ganacci & Sanjin - Motorspeed 300km/h (Zatara Recordings)

2017:
- Salvatore Ganacci - Imagine (STMPD RCRDS)
- Salvatore Ganacci feat. Sam Grey - Way back Home (Zatara Recordings / Refune Music Rights)
- Bro Safari, Dillon Francis & Salvatore Ganacci - XL
- Sebastian Ingrosso & Salvatore Ganacci feat. Bunji Garlin - Ride It (Refune Music Rights)
- Salvatore Ganacci - Talk (Zatara Recordings / Refune Music Rights)

2016:
- Salvatore feat. Enya & Alex Aris - Dive (Zatara Recordings / Refune Music Rights / Warner Music)
- Sebastian Ingrosso x LIOHN x Salvatore Ganacci - FLAGS! (Refune Music Rights)

2015:
- ETC!ETC! & Salvatore Ganacci feat. Hawkeye - Money (Dim Mak Records)
- Salvatore Ganacci feat. Trinidad James - Money In My Mattress (Refune Music Rights)

2014:
- Jillionaire & Salvatore Ganacci ft. Sanjin - FRESH (Universal Music / Republic Records)

2013:
- Salvatore Ganacci - Firefly (CR2 Records)
- Salvatore Ganacci - The City is Mine (Magik Muzik)
- Salvatore Ganacci - Atomosphere (PEAK HOUR MUSIC)

### Remixes
- 2018 - Swedish House Mafia & Knife Party - "Antidote" (Salvatore Ganacci Remix) (Virgin Records)
- 2016 – Rebecca & Fiona - "Sayonara" (Salvatore Ganacci Remix) (Universal Music Group)
- 2015 – Loreen - "Paperlight Revisited" (Warner Music Group)
- 2015 – Dada Life - "Tonight We're Kids Again" (Salvatore Ganacci Remix) (Universal Music Group)
- 2014 – Afrojack feat. Snoop Dogg - "Dynamite" (Salvatore Ganacci & Jillionaire Remix) (Island Records)
- 2014 – Alesso feat. Tove Lo - "Heroes" (Salvatore Ganacci Remix) (Def Jam Recordings)
- 2014 – I See Monstas - "Circles" (Salvatore Ganacci Remix) (Interscope Records/Polydor)
- 2014 – Tove Styrke - "Borderline" (Salvatore Ganacci Remix) (Sony/RCA Records)